# Carrington Garland
Carrington Kendall Crank (Encino, Californië, 27 januari 1964) is een Amerikaans actrice. Ze speelde van 1989 tot 1991 de rol van Kelly Capwell in de soapserie "Santa Barbara" onder de artiestennaam Carrington Garland.
Garland, de dochter van actrice Beverly Garland, studeerde theaterwetenschappen en journalistiek. Ze had daarnaast een modestudie. Niet lang na het afstuderen begon Carrington kleine rolletjes te krijgen in een aantal televisieseries.
In 1989 maakte de actrice haar debuut in "Santa Barbara". Ze kreeg meteen de kans om op locatie in Parijs te gaan. Haar bekendste tegenspeler werd Roscoe Born. In 1990 kregen Carrington en Roscoe de grootste verhaallijnen, wat vrij uniek is aangezien de hoofdrollen normaal gesproken door Marcy Walker en Adolph Martinez werden gespeeld.
In 1991 werd Carrington vervangen door Eileen Davidson. De schrijvers wilden de rol wat volwassener maken, mede omdat Kelly aanvankelijk gepaard zou worden met de rol van de oudere Jack Wagner.
In 1989 had Carrington een korte relatie met acteur Todd McKee. Ze trouwde vervolgens met een muzikant. Sinds 1998 is ze getrouwd met advocaat Carlos Goodman. Samen hebben ze twee kinderen: dochter Tula Pajeau (9 november 1999) en zoon Beau (januari 2001).